# Grande Prémio Internacional de Rio Maior em Marcha Atlética 2024
Grande Prémio Internacional de Rio Maior em Marcha Atlética 2024, właśc. Grande Prémio Internacional de Rio Maior em Marcha 2024 – 31. edycja międzynarodowych zawodów w chodzie sportowym, który odbył się 11 maja 2024 w portugalskim Rio Maior. Zawody były zaliczane do cyklu World Athletics Race Walking Tour Gold w sezonie 2024.

## Wyniki
| WL – najlepszy wynik na listach światowych w sezonie \| NR – rekord kraju \| PB – rekord życiowy \| SB – najlepszy wynik w sezonie |

### Mężczyźni
| Konkurencja:  | 1. miejsce    | Rezultat | 2. miejsce              | Rezultat | 3. miejsce | Rezultat   |
| Chód na 20 km | Brian Pintado | 1:19:57  | César Augusto Rodríguez | 1:20:47  | Marc Tur   | 1:21:09 PB |

### Kobiety
| Konkurencja:  | 1. miejsce      | Rezultat | 2. miejsce       | Rezultat   | 3. miejsce    | Rezultat |
| Chód na 20 km | Kimberly García | 1:30:35  | Alejandra Ortega | 1:30:40 SB | Érica de Sena | 1:31:17  |